# تام پارکر (خواننده)
تامس آنتونی پارکر (انگلیسی: Thomas Anthony Parker؛ ۴ اوت ۱۹۸۸ – ۳۰ مارس ۲۰۲۲) خوانندهٔ انگلیسی بود که عمدتاً به عنوان یکی از اعضای گروه پسرانهٔ بریتانیایی وانتد شناخته می‌شود. در سال ۲۰۱۳، پارکر با هم گروه‌هایش در مجموعهٔ واقعیت‌نمای زندگی تحت تعقیب از شبکهٔ ئی! حضور داشتند. پس از وقفه گروه در سال ۲۰۱۴، او کار انفرادی خود را آغاز کرد.
در اکتبر ۲۰۲۰، پارکر در ۳۲ سالگی به یک تومور مغزی غیرقابل عمل تشخیص داده شد. وانتد در سپتامبر ۲۰۲۱ دوباره متحد شد، اما پارکر به بیماری خود تسلیم شد و در ۳۰ مارس ۲۰۲۲ در ۳۳ سالگی درگذشت.

## زندگی و حرفه

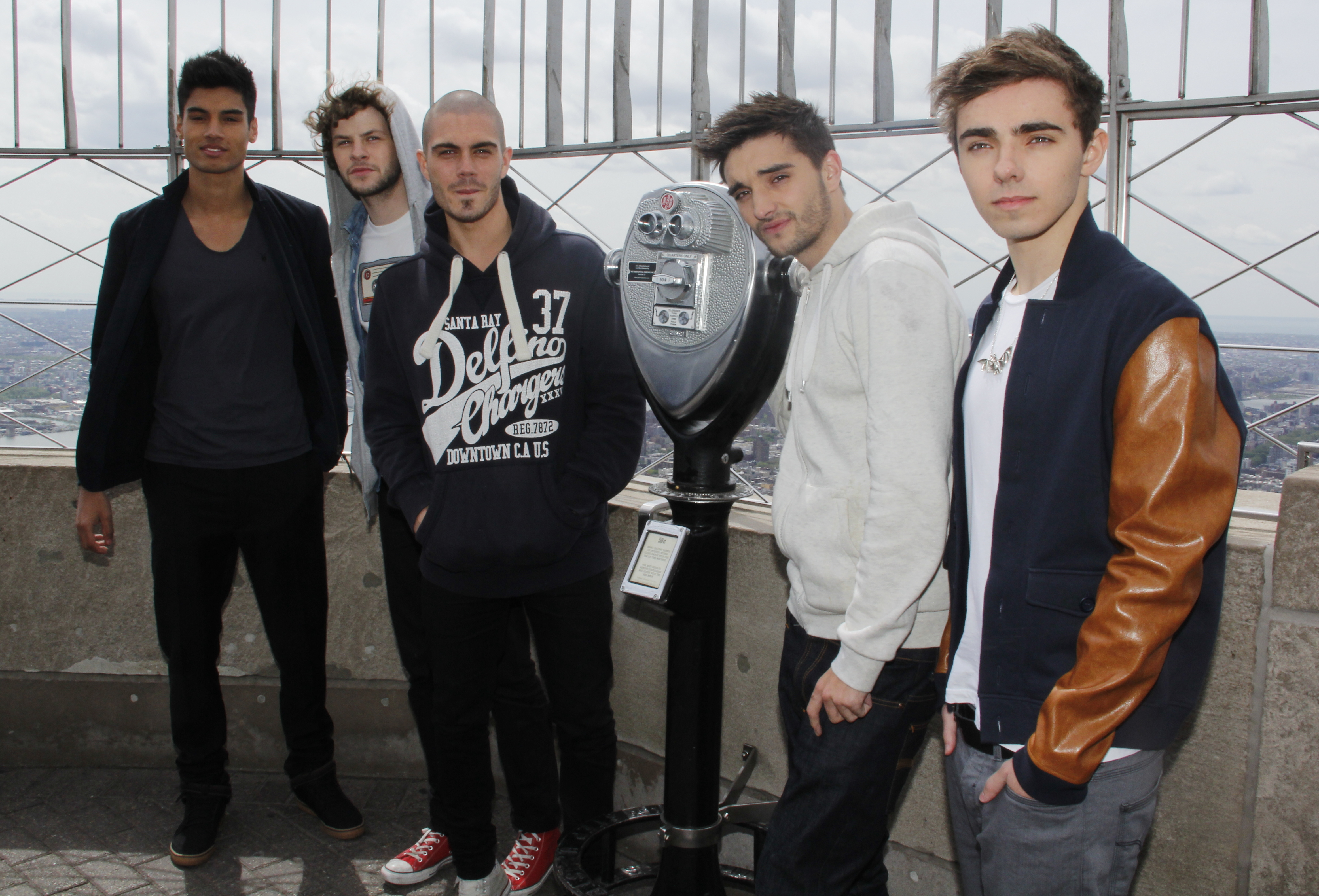
تام پارکر (خواننده)

پارکر در بولتون، منچستر بزرگ، انگلستان به دنیا آمد و بزرگ شد. او نواختن گیتار را در شانزده سالگی پس از امتحان کردن گیتار برادر بزرگترش آموخت. او سپس به تست ایکس فاکتور رفت، اما از دور اول عبور نکرد. او به دانشگاه متروپولیتن منچستر رفت و در رشته جغرافیا تحصیل کرد، اما به دنبال حرفه‌ای خوانندگی، تحصیل را رها کرد. پارکر قبل از پیوستن به وانتد در سال ۲۰۰۹، به گروه تیک دت معروف به تیک دت II پیوست و در انگلستان شمالی تور موسیقی برگزار کرد.

## زندگی شخصی
پارکر در سال ۲۰۱۸ با کلسی هاردویک ازدواج کرد. دختر آن‌ها در جولای ۲۰۱۹، و پسرشان در اکتبر ۲۰۲۰ به دنیا آمد

### بیماری و مرگ
در ۱۲ اکتبر ۲۰۲۰، پارکر اعلام کرد که مبتلا به گلیوبلاستوما درجه ۴ غیرقابل عمل تشخیص داده شده‌است. او در ماه ژوئیه دچار تشنج شد و در لیست انتظار برای اسکن ام‌آرآی قرار گرفت و بعداً در یک سفر خانوادگی دچار تشنج شد. در ژانویه ۲۰۲۱، پارکر در اینستاگرام خود گفت که تومور او «به میزان قابل توجهی کاهش یافته» و او به درمان خود ادامه می‌دهد. در سپتامبر، پارکر یک کنسرت خیریه ویژه در رویال آلبرت هال برگزار کرد. این رویداد «داخل سرم» نام داشت و هنرمندانی مانند بکی هیل، مک‌فلای، لیام پین، و هم‌گروهش، وانتد، از زمانی که آنها منحل‌شدن خود را در سال ۲۰۱۴ اعلام کردند، حضور داشتند. در ۳ نوامبر، پارکر در توییتر اعلام کرد که وضعیت تومور مغزی او پایدار است. پارکر در ۳۰ مارس ۲۰۲۲ در ۳۳ سالگی بر اثر عوارض ناشی از گلیوبلاستوما درگذشت.